# Dòng Phan Sinh
Tu sĩ Phan Sinh là những tu sĩ Công giáo Rôma thuộc các dòng tu do Thánh Phanxicô thành Assisi sáng lập. Dòng tu nổi bật nhất trong nhóm Phan Sinh là Dòng Anh Em Hèn Mọn, thường được gọi đơn giản là "tu sĩ Phan Sinh" hoặc "tu sĩ Phanxicô".

## Tổ chức
Các tu sĩ Phan Sinh có mối liên hệ chung là xuất phát từ linh đạo do Thánh tổ phụ Phanxicô thành Assisi biên soạn, và họ thường gọi mình là Gia đình Phan Sinh. Hiện nay, Gia đình Phan Sinh được phân thành ba nhánh riêng biệt:
- Dòng Nhất: Có tên chính thức là Dòng Anh Em Hèn Mọn (tiếng Latinh: Ordo Fratrum Minorum). Dòng Nhất này lại có ba phân nhánh:
  - Dòng Anh Em Hèn Mọn (OFM): là chi nhánh lớn nhất trong Gia đình Phan Sinh, họ hoạt động trong nhiều lĩnh vực như thuyết giảng, giáo dục đại học và làm các việc tông đồ truyền giáo.
  - Dòng Anh Em Hèn Mọn Lúp dài (tiếng Latinh: Ordo Fratrum Minorum Capuccinorum; viết tắt: O.F.M.Cap.) – là chi nhánh hình thành từ một cuộc cải cách Dòng Phanxicô vào năm 1525, họ chủ yếu sống chiêm niệm và hoạt động tông đồ trong mọi môi trường xã hội.
  - Dòng Anh Em Hèn Mọn Viện tu (tiếng Latinh: Ordo Fratrum Minorum Conventualium, viết tắt: O.F.M.Conv.) - là chi nhánh lâu đời nhất của Phan Sinh, họ không theo những cải cách của hai nhánh nói trên, chỉ hoạt động tông đồ và nghiên cứu thần học, trông coi các đền thánh lớn, nơi lưu giữ thi hài các thánh của hội dòng.
- Dòng Nhì: dành cho những nữ tu sĩ có tên gọi là Dòng Chị Em Thanh Bần (hoặc "Dòng Thánh Clara", tiếng Anh: Order of Saint Clare - OSC).
- Dòng Ba: có đông thành viên nhất trong Gia đình Phan Sinh. Họ là những nam nữ giáo dân đã lập gia đình (hoặc cũng có các giáo sĩ) muốn xin sống theo linh đạo của Thánh Phanxicô nhưng lại không đủ điều kiện để vào Dòng Nhất hay Dòng Nhì. Trong Dòng Ba lại có hai phân nhánh:
  - Dòng Phan Sinh Tại viện: thực ra là tu hội gồm các phụ nữ chọn sống theo linh đạo của Thánh Phanxicô nhưng họ không muốn trở thành nữ đan sĩ (dòng kín).
  - Dòng Phan Sinh Tại thế: gồm các giáo dân nam nữ không sống trong các cộng đoàn tu viện, nhưng họ sống đời sống bình thường ngoài xã hội. Họ thường quy tụ nhau để sinh hoạt theo định kỳ.